# 国民防衛隊
国民防衛隊（こくみんぼうえいたい、ビルマ語: ပြည်သူ့ကာကွယ်ရေးတပ်မတော်; 英語: People's Defence Force; PDFと略称）は、ミャンマーの民主派勢力である国民統一政府（英語: National Unity Government of Myanmar、NUGと略称）の軍事部門である。日本語では人民防衛隊（じんみんぼうえいたい）、人民防衛軍（じんみんぼうえいぐん）と訳されることもある。2021年2月1日に発生したクーデターに対抗して4月16日に設立されたNUGの軍事部門として5月5日に設立された。5月8日にミャンマー軍事政権はPDFをテロ組織として認定した。2021年10月にNUGの国防省は、全国の軍事行動を調整する中央委員会を設立することを告知した。
2021年6月13日、国防相のイーモンは、新しく組織された組織には月末までに8,000人の兵が所属すると発表した。『イラワジ』は2022年11月、組織の規模をおよそ65,000人と推計している。組織の指揮においてはゲリラ戦を重視している。2025年3月の時点で、ミャンマー国内に600以上のPDFが存在し、そのうち300以上がミャンマーのアニャー地域（マグウェ地方域、ザガイン地方域、マンダレー地方域。ドライゾーンとも言う）に存在する。

## 歴史

### 軍事政権の終了とアウンサンスーチーの政権獲得
2011年にミャンマーは民政移管を行い、1962年以来続いた軍事政権の支配は終わりを告げた。軍部出身の大統領であるテインセイン政権下で行われた2015年ミャンマー総選挙では、アウンサンスーチー率いる国民民主連盟（NLD）が大勝し、アウンサンスーチーは国家顧問として政権を握った。しかし、NLD政権下においてミャンマー軍の司令官となったミンアウンフラインとアウンサンスーチーの関係は良好ではなかった。アウンサンスーチーは政権から軍部関係者をほぼ排除し、政治に対する軍部の関与をなくすべく憲法改正を行おうとしていた。また、同政権下のラカイン州において、ロヒンギャ問題の深刻化やアラカン軍（AA）の台頭などで統治体系に大きな問題が発生していたこと、新型コロナウイルスへの流行対策の不十分さなどについて、軍は政権に不信感を募らせた。2020年ミャンマー総選挙においてもNLDは同じく大勝し、国軍系の政党である連邦団結発展党（英語: Union Solidarity and Development Party、USDP）は惨敗した。有力な野党の不在、経済政策の成功、党首の人気などからこの結果は決して不自然なものではなかったものの、USDPおよび国軍はこの結果に対し、有権者名簿に大きな不正があったと主張した。2021年1月30日、軍部は政権に対して選挙管理委員会の交代・議会召集の延期・票の再集計を要求したものの、NLD政権はこれを黙殺した。

### 設立
第2次NLD政権の成立を防ぐため、ミャンマー軍は連邦議会の召集日であった2月1日未明にクーデターを決行した（2021年ミャンマークーデター）。これにより、アウンサンスーチー国家顧問や、ウィンミン大統領といったNLDの政権要人の多く、在野の活動家といった100人以上の人物が拘束された。新政権で副大統領となる予定であった、軍部出身のミンスエが大統領臨時代理を名乗り、国家非常事態宣言を発出したのち全権をミンアウンフライン軍最高司令官に移譲した。2月2日にはミンアウンフラインを議長、ソー・ウィンを副議長とする国家最高機関である国家行政評議会（SAC）が設立された。
軍部はアウンサンスーチーを拘束すれば支持者による抵抗は十分に抑え込めると考え、幹部以外のNLD議員が宿泊する議員宿舎の包囲を2月4日に解いた。議員らは連邦議会代表委員会（CPRH）を結成し、現行憲法の無効化と「フェデラル民主主義憲章」を宣言した。フェデラル（ビルマ語: ဖက်ဒရယ်; 英語: Federal）は、少数民族勢力が好んで用いた言葉であり、独立以来ミャンマーの国号として用いられた連邦（ビルマ語: ပြည်ထောင်စု; 英語: Union）制度が、実際には中央集権制的なものであったことを批判するニュアンスがある。こうした方針で少数民族武装組織に目配せをしながら、彼らは4月16日に公式に国民統一政府（英語: National Unity Government of Myanmar; NUG）の設立を宣言した。また、軍事政権のクーデターに多くのミャンマー国民は納得せず、市民の間では大規模な抗議活動が行われるようになった（2021年ミャンマークーデター抗議デモ）。軍部はこれを暴力的な手段をもって封殺し、軍部により殺害された民間人の数は4月半ばまでに700人を超えた。
クーデター勃発後、アニャー地域に国軍および国軍派民兵から村落を守るために、猟銃や屶などで武装した自営組織が誕生した。従来、この地域は内戦とは無縁で平和であり、NLD支持が厚い地域だったが、反クーデターデモの際には国軍の激しい弾圧に遭った。またヤンゴンやマンダレーなどの都市部のデモ参加者の中には、伝手を辿ってカレン民族同盟（KNU）やカチン独立機構（KIO）、アラカン軍（AA）、チン民族軍（CNA）などの少数民族武装勢力（以下、EAO）の支配地域に逃れ、4～6週間の軍事訓練を受け、一部の者はそれぞれの地域に戻って武装組織を結成し、一部の者は留まってEAOの補助部隊に編入された。
やがてザガイン地方域やチン州の山間地域で地元の武装組織と国軍が衝突するようになり、こうした潮流に突き動かされる形でCRPHも非暴力路線を転換、3月1日にSACをテロ組織として認定し、3月14日には自衛のための暴力を容認する声明を出した。5月5日には、NUGはこうした武装組織をまとめあげるために国民防衛隊（PDF）の発足を宣言。ただし、これはNUGがPDFを設立したのではなく、既に各地で結成されていた反政府武装組織をPDFとして事後承認したり、新たに自主的にPDFの結成を促すものだった。またPDFは将来の連邦民主政府の「連邦軍」に再編されることとされた。これに対してSACは同8日にNUGおよびPDFをテロ組織認定して対抗した。

### 活動
2021年9月7日、NUGの大統領代行であるドゥワラシラーは「自衛のための戦争」（英語: Defensive war）を宣言、実質の宣戦布告をした。PDFの発足により、独立以来続いたミャンマー内戦は大きく変容した。それまでの内戦は、中央政府および国軍と少数民族武装組織の対立というのが主要構図で、主に戦地となっていたのはカレン州、シャン州およびカチン州といった東部から北東部にかけての山地帯と、西部のラカイン州であった。しかし、クーデター後にはこの構図が大きく変わり、PDFの民族構成はビルマ族が大半で、内戦の影響を長年受けていなかったザガイン地方域やマグウェ地方域、バゴー地方域などビルマ族が多数を占める地域も戦場となった。
またPDFは、公務員、教師、連邦団結発展党（USDP）関係者など国軍の密告者の疑いをかけた者たちを、銃撃などで暗殺し始めた。SACの発表によると、2022年3月までにUSDP党員1327人、2025年4月末までに教育関係者77人が殺害され、教育施設560棟が爆撃され、123棟が放火された。中には冤罪も多く含まれていると思われ、2021年4月にバゴーで起きた国軍の協力者と見なされた人物が暗殺された際には、その娘と称する者がSNSで父親の冤罪を訴えるという一幕もあった。市民の間からは「政争を教育に持ちこむのはおかしい」という声も上がっている。さらにPDFは軍事行動の一環として国軍系企業のMytelの電波塔、軍事利用可能な鉄道や橋などのインフラ破壊も行っている。国軍の発表によると、クーデターから2023年1月までに、全国で駅周辺への地雷設置・爆破が105回、鉄道橋の爆破・破壊が34回、駅への放火が9回あった。
PDF結成当初は兵器不足、資金不足、リーダー不在の声が上がっていたが、後述するように、EAOの指揮下に入ったカチンPDF（KPDF）、カレンニー諸民族防衛隊（KNDF）などの統合型PDFや、バマー人民解放軍（BPLA）、ビルマ国民革命軍（BNRA）などの一部の自立型PDFは強大な組織に成長し、2023年10月の1027作戦においても重要な役割を果たした。

近年はNUG傘下のPDFが、EAOに比して支援が劣るNUGの指揮下を離れ、EAOとの連携を強化する傾向が強まっている。PDFがEAOに完全に組みこまれたり、国軍とEAOとの間のバッファ的な地位に陥る可能性も指摘されている。2024年末から2025年初頭にかけては、シャン州南部PDF（SSPDF）の第1005大隊、シャン州南部革命青年（SSRY）の第1008大隊、ガロン（Galone）大隊、ホワイトタイガー大隊、ガンゴー（Gangaw）PDFなどのPDFがNUGの指揮下から離脱した。ある識者は以下のように述べている。

## 分類
Centre on Armed Groupsのレポートによれば、PDFの成功の是非は、以下の2つの要因によって決定される。
1. EAOとの連携の程度…NUGの支援はEAOのそれに比してはるかに劣り、ゆえにEAOとの連携が鍵となる。
2. 中緬国境との地理的近接性…ワ州連合軍（UWSA）を通して供給される中国製兵器や、UWSAやKIAが生産した兵器にアクセスしやすい中緬国境地帯にいるPDFは強大になりやすく、それ以外の泰緬国境地帯、アニャー地域、チン州のPDFは、資金・兵器・弾薬などのさまざまな資源制約に直面して、勢力の拡大を阻まれている。

|        | NUGとの関係                          | EAOとの関係      | 能力 | 代表的グループ |
| ------ | ------------------------------------ | ---------------- | ---- | --- |
| 統合型 | NUGの公式軍事組織 財政支援あり       | 共同指揮         | 高い | - カチンPDF（KPDF） - カレンニー諸民族防衛隊（KNDF）                                                                                      |
| 同盟型 | NUGの公式軍事組織 部分的財政支援あり | 独立・連携       | 低い | - カレン民族同盟（KNU）と同盟を組むPDF（ホワイトタイガー、コブラ、ドーナ） - チン兄弟同盟（CB）所属PDF - チン民族軍（CNA）と同盟を組むPDF |
| 自立型 | 独立・連携・選択 財政支援なし        | 独立・連携・選択 | 高い | - バマー人民解放軍（BPLA） - ビルマ国民革命軍（BNRA） - 学生武装隊（SAF） - 人民解放軍（PLA） - マンダレーPDF（MDY-PDF）                  |
| 地域型 | 希薄 財政支援なし                    | 希薄             | 低い | - アニャー地域のほとんどのPDF - モン州のほとんどのPDF - タニンダーリ地方域のほとんどのPDF                                                 |

### 統合型PDF

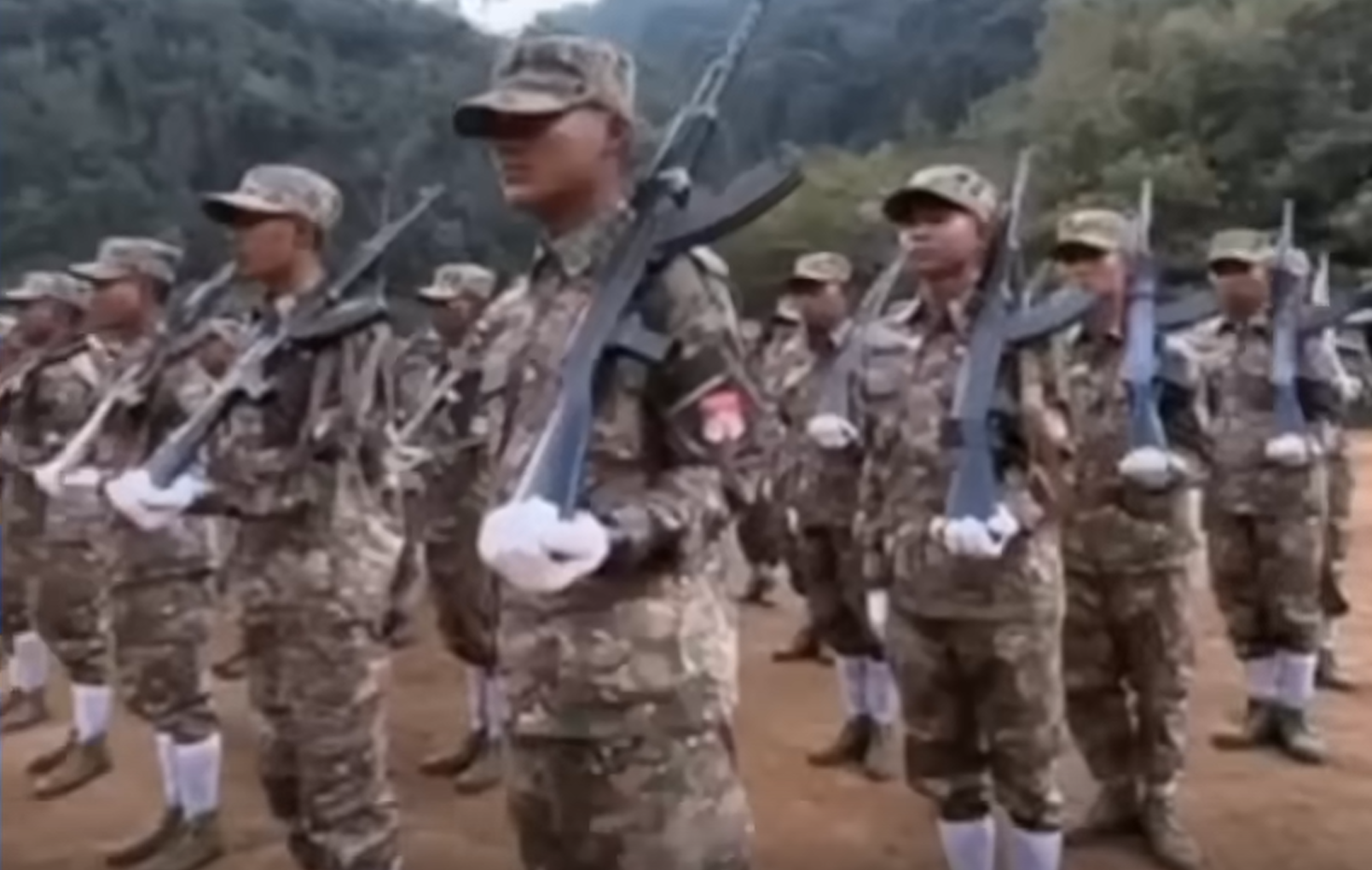
マンダレー国民防衛隊の隊員（2023年）

統合型PDFは、NUGから財政支援を受けるNUG公式軍事組織で、EAOに直接統合されたPDFである。親EAOから訓練、兵器、兵站支援を受け、共同作戦に参加することにより、結束力の強い強大な組織へ成長している。ただ、共同指揮の建前だが、主導権は親EAOにあり、戦闘の目的は領土拡大など親EAOの利益に適うものでしかない。自分たちの領土があり、親EAOを真似た行政機構を築いているが、親EAOによって自治権が制限されており、独自の抵抗運動を展開したり、他の組織と交渉したり、後述するように、EAO領土内での経済活動はできない。このように資金調達に難があるため、少数民族州からビルマ族が多数を占める地域へ移転するPDFも現れている。2024年には、マンダレーPDFがシャン州北部のTNLAの領土から部隊の一部を移転させ、ヤンゴンPDFとエーヤワーディPDFもバゴー地方域への移転を計画している。
仮に親EAOがSACと停戦合意を締結した場合、統合型PDFは疎外されたり、解散を迫られて分裂する恐れがある。しかし、ほとんどのPDFは、たとえそのような状況に追いこまれても、革命が成就するまで戦闘を継続するつもりでいる。

### 同盟型PDF
同盟型PDFは、NUGから部分的に財政支援を受けるNUG公式軍事組織で、EAOと連携するPDFである。訓練、兵器、指揮をNUGまたはEAOに大きく依存し、戦闘では領土防衛、情報収集、共同攻勢などの補助的役割にとどまる。ゆえに自分たちの領土もなく、小規模な部隊であることが多い。地下活動に従事するグループ（UC）やドローン大隊もこれに分類される。その運命はNUGまたはEAOとの同盟関係にかかっており、結束力が弱い不安定な組織で、同盟条件に不満が生じた場合は同盟相手を変更することもある。資金調達に関しては、統合型PDFよりも制約が少ないが、ほとんどのグループが資金難に喘いでる。

### 自立型PDF
自立型PDFは、NUGおよびEAOからの監督を受けず、独自の領土と資金源とを持ち、独立して活動するPDFである。BPLAのマウンサウンカーやBNRAのボー・ナガーのようなカリスマ的指導者に率いられている。とはいえ、訓練、兵器、兵站支援においてはEAO依存しており、リーダーシップと作戦立案の面では経験不足であることが多く、状況に応じてNUG、EAO、他のPDFと協力して軍事作戦に従事している。1027作戦においても、BPLA、BNRA、マンダレーPDFなどの自立型PDFが重要な役割を果たした。PLAは人道支援に特化したグループである。このタイプのPDFには監督機関がないので、恐喝、密輸、違法な資源管理などの犯罪への誘惑が高まりやすく、軍閥化するおそれがある一方、新たなEAOになる可能性も秘めている。

### 地域型PDF
国軍や国軍派民兵から地域社会を守るために結成された、比較的小規模なPDFである。地理的に孤立しているゆえNUGやEAOとの連携を欠き、兵器入手ルートにもアクセスできず、募金、寄付を募り、小規模な事業経営を営んで資金を調達し、間に合せの兵器や闇市場で入手した兵器で武装している。常に資金、兵器、食料その他の資源が不足している状態にあり、寄付を獲得するために単独で国軍の拠点を攻撃して、抵抗勢力全体の戦略を狂わすことがある。組織の規律も結束も弱く、恐喝、密輸、違法な資源管理などの犯罪に関与し、強制徴兵、課税、報復的暴力によって地元住民の不興を買い、派閥争いをしたり、他のPDFと衝突している。長期的に存続することは少なく、戦闘で壊滅させたり、分裂・解散を繰り返している。最終的に他の大規模なPDFやEAOに吸収される可能性がある。

## 組織

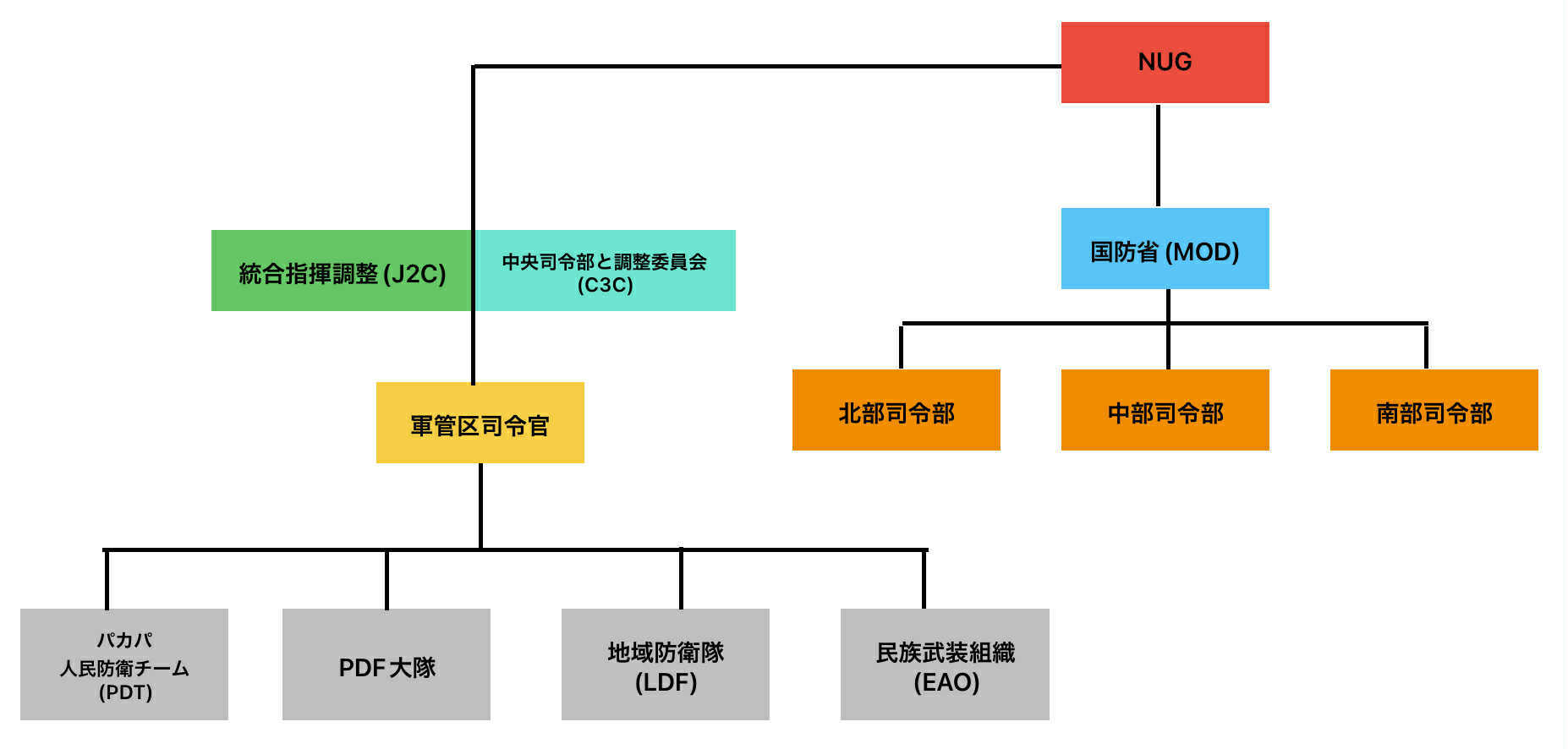
NUGの軍事構造

2023年5月28日にNUG国防省が発表した「防衛戦争」に関するレポートによると、NUGにおける国防最高機関は、NUG内にある国民安全保障・防衛評議会（ビルマ語: ပြည်သူ့လုံခြုံရေးနှင့် ကာကွယ်ရေးကောင်စီ; 英語: People's Security and Defence Council）で、大統領および首相に直属する。
その下に国防省（MOD）があり、北部・中部・南部の3つの地方司令部を統括している。地域司令部の構成は以下の通りである。
地方司令部（師団）
- 旅団 × 最低3
  - 歩兵大隊 × 3
  - 砲兵大隊 × 1
  - 特殊コマンド大隊 × 1
    - 中隊 × 4
      - 小隊 × 3
        - 分隊 × 3 (兵士10人から構成)

また、NUGとEAOの調整機関である中央司令部および調整委員会（Central Command and Coordination Committee：C3C）と、KNUがC3Cに加盟しなかったので、KNU管轄区における作戦監督機関である統合指揮調整（Joint Command and Coordination：J2C）が設立されている。両者の指揮系統は別で、NUGが橋渡しをやることになっていたが、KIAがC3Cから、KNUがJ2Cから離脱したことにより、2025年7月現在、両者は機能していない。現在、KNU管轄区における作戦監督機関は統合作戦司令部（Joint Operation Command：JOC）である。
そして、NUGおよび連携するEAOは、以下のように軍管区（စစ်ဒေသ）を設定しており、それぞれの軍管区に司令官がいて、PDFに直属している。。
- 第1軍区 - カチン州・チン州・シャン州北部・ザガイン地方域・マグウェ地方域・マンダレー地方域
- 第2軍区 - カレン州・カレンニー州・モン州・タニンダーリ地方域・エーヤワディ地方域・バゴー地方域・ヤンゴン地方域
- 第3軍区 - ネーピードーおよび周辺地域

ちなみに軍管区司令官に直属している他の機関のうち、PDTは、NUGの地方行政機関である「3つのパ（ビルマ語: ပသုံးလုံး）」のゲリラ部隊または治安維持機関で、MODの管轄下にある。またNUGが定義する地域防衛隊（LDF）は、PDF、EAOに属さないすべての武装組織のことで、前述した地域型PDFのことである。
このNUGの構造は、必ずしも現実を反映しているわけではなく、例えばPDTはNUGの定義では明確に区別されているが、しばしばPDTがPDFを結成したり、実際にはPDFとして活動している。また住民は3つのパの3つの機関とPDFの区別がついておらず、時にこれが行政上の混乱を招いている。

## 資金源
|        | NUG               | 独立支援団体 | EAO | 自己資金                 | 自己資金 | 自己資金          | 自己資金 | 自己資金 |
| 課税   | NUG               | 独立支援団体 | EAO | 天然資源採掘             | 寄付     | キャンペーン      | ビジネス |          |
| ------ | ----------------- | ------------ | --- | ------------------------ | -------- | ----------------- | -------- | -------- |
| 統合型 | ◯                 | ◯            | ◯   | ☓（原則不可）            | ☓        | △（地元では不可） | ◯        | ☓        |
| 同盟型 | ◯                 | ◯            | ◯   | △（領土を有するPDFのみ） | ◯        | ◯                 | ◯        | ◯        |
| 自立型 | △（医療支援のみ） | ◯            | ◯   | ◯                        | ◯        | ◯                 | ◯        | ◯        |
| 地域型 | ☓                 | ◯            | ☓   | ◯                        | ☓        | ◯                 | ◯        | ◯        |

### NUGからの資金提供
NUGは、各種課税、債券や不動産株式などの代替金融商品の販売、寄付、各種キャンペーンなどを通じて資金調達をしているが、これらの一部は、NUG国務省（MOD）を通じて統合型PDFおよび同盟型PDFに分配されている。しかし、NUGからの資金提供は年々減少していて兵士の給与も支払えない状態であり、2025年7月現在、PDFの資金全体の3分の1にとどまっている。またNUGは有力なPDFに集中的に資金を提供しており、これがPDF間に不公平感を生んで、NUGの指揮下を離れる原因の１つになっている。
自立型PDFに対してはNUGは、医療支援のみを行っている。なお兵器・弾薬の供給は行っていないようである。

### 独立支援団体からの資金提供
ミャンマーの抵抗運動には、公私問わずさまざまな独立支援団体があるが、彼らが調達した資金は、あらゆる種類のPDFに分配されている。

### EAOからの兵器・弾薬、食料の提供
地域型PDF以外のPDFは、EAOから兵器・弾薬の供給を受けている。しかし、これは無料ではなく、通常、PDFはEAOに代金を支払っている。無料で提供される兵器は、EAOが必要としない在庫から供給されている。このような兵器は国軍から鹵獲した兵器である。EAOとPDFの共同作戦が成功した後は、鹵獲した兵器、弾薬、車両、食料、燃料、金品その他の物資がEAO・PDF間で共有される。一方、ザガイン地方域の統合型および同盟型PDFは、鹵獲した物資を一旦3つのパに引き渡さなければならず、その後、分配を受ける。ただ、最近ではPDFが自ら兵器・弾薬を購入することが増えているのだという。また統合型および同盟型PDFは、EAOまたはEAO領土の住民から食料の寄付を受けている。

### 自己資金

#### 課税
統合型PDFは、通常、EAOの領土内に駐留しているが、その立場はあくまでも「ゲスト」であり、地域住民に対する課税・寄付、天然資源の開発、ビジネス展開はEAOによって禁止されている。ただ、一部の統合型PDFはEAO領土に検問所を設置しており、EAOとPDFの職員が共同で配置され、EAOの管理下で徴税が行われている。

#### 天然資源採掘
ザガイン地方域、マグウェ地方域、マンダレー地方域の一部の同盟型および自立型PDFは、石油、金鉱・宝石の採掘、伐採などを行っている。しかし、採掘できる資源が少ないこと、採掘コストが高いこと、兵士に採掘技術が欠けていることなどから、天然資源採掘から得られる利益は非常に少ない。

#### 寄付
あらゆる種類のPDFにとって、寄付は主要な資金源である。家族、友人、その他の関係者のほか、SNSのアカウントからも寄付を募っている。アカウントには国軍の部隊との戦闘シーン、国軍兵士の遺体、捕虜となった国軍兵士、鹵獲した兵器などの写真・動画を投稿して、寄付者の信頼を得ようとしている。NUGの指揮下にある統合型PDFや同盟型PDFのほうが信頼が得やすい。しかし、一部のPDFは寄付金を募るためにフェイクの攻撃を国軍基地へ仕かけているとも伝えられる。

#### キャンペーン
寄付が飽きられ、減少したことにより、多くのPDFがオンラインで宝くじを販売し始めた。一部の自立型および地域型PDFは、領土内でくじを販売している。賞品はiPhone、車、金の指輪、家などである。人々を楽しませ、多額の寄付を募るために、賞品が高額化する傾向がある。ドローンから投下される爆弾・砲弾に名前を載せる権利が賞品というくじまである。

#### ビジネス
統合型PDF以外のあらゆるPDFが資金調達のために小規模なビジネスを営んでいる。部隊のロゴ、画像、シャツ、帽子、カレンダー、ピンバッジ、ステッカーなどのオンライン販売、また一部のPDFは、自ら作曲・演奏した音楽をSNSで販売したり、オンライン講座を開設している。インターネットカフェやレストランを経営し、負傷兵士の雇用を生み出そうという試みもなされており、アニャー地方域の一部のPDFは、農業や畜産業を営み、収穫部の一部を資金調達のために販売し、残りは兵士の食糧としている。
現在、PDFが営むほとんどの事業が短期的利益しか視野に入っていないが、最近では永続的なビジネスモデルを追求する動きもあり、乾燥肉や靴の商品化を検討しているグループもある。一例がレベル・コーヒー（Rebel Coffee）で、彼らが作った紅茶・コーヒーは、タイ、シンガポール、日本、アメリカ、ヨーロッパ諸国など、約20か国の在外ミャンマー人が経営する店で販売されている。なお収益の大部分は、事業を安定させるのに十分な収益が得られれば、より多くの資金をこの活動に寄付できるという考えから、事業に再投資されている。

## 軍備

### 兵器の種類と調達
クーデター直後に結成された多くの地域型PDFにはほとんど兵器がなく、ボルトアクション銃などの間に合わせの兵器を使用していた。しかし、2022年1月からPDFは小火器の製造計画を始動させ、 3Dプリンターを利用してFGC-9ライフルなどの銃器を製造し始めた 。担い手は専門知識を持つ活動家で、通常、インターネットを使用できる都市部に拠点を置き、インターネットからマニュアルを入手している。同年4月には、国内70か所超で兵器が製造されているのが確認されている。たとえば、2021年末に元国軍兵士により結成された人民兵士生産チーム（People's Soldier's Production Team：PSPT）は、低コストでM16自動小銃, M4カービン、AK-47などの銃、5.56×45mm NATO弾、7.62x39mm弾, 7.62×51mm NATO弾、9x19mmパラベラム弾などの弾薬、カートリッジ、RPG-7、60mm軽量迫撃砲弾、 40mmグレネード、M67破片手榴弾を供給することを目的としている。しかし、制作中・試射中に死者・負傷者が多数発生しているという報告もされている。
また、国軍から鹵獲した兵器も使用されている。これらの兵器は主にミャンマー国防産業局（カパサ）で製造されたもので、MA-1 MK-IIやMA-1 MK-III ブルパップ銃、 MA-3、MA-4アサルトライフル、 MA-11アサルトライフルなどである。
タイ王国から密輸された銃も確認されている。これらはアルティマックス100、 M16自動小銃 § AR-15系統、FN FAL、トルコのデルヤ社製の散弾銃などを含む。しかし、闇市場の兵器・弾薬の価格も高騰していて、なかなか入手できないという報告もされている。闇市場におけるライフル1丁の価格は150万チャット～1000万チャット（714ドル～4,760ドル）、7.62口径の弾丸の価格は1発約1万チャット（4.76米ドル）で、1回の戦闘で兵士1人につき100発以上の弾薬を支給して戦闘で使用すると、兵士1人だけで約100万チャット（476米ドル）、兵士100人の場合、約1億チャット（47,600米ドル、2025年7月の時点で約700万円）の費用がかかる計算になる。CDFのある部隊が4日間かけて国軍基地を1つ占領した際にも、約1,700万円の費用がかかったのだいう。
PDFがEAOの下で軍事訓練を受けるようになり、EAOとの間でネットワークが築かれると、EAOから、M16自動小銃、56式自動歩槍などの兵器を供給されるようになった。しかし前述したとおり、中緬国境にあるPDFは比較的兵器を入手しやすいのに対し、それ以外の泰緬国境、アニャー地域、チン州のPDFは常に兵器・弾薬不足に悩まされている。双方で活動する全ビルマ学生民主戦線（ABSDF）によると、ザガイン地方域の部隊では兵士の2人に1人は兵器を所有しているのに対し、マグウェ地方域の部隊では兵士の4人に1人しか兵器を所有していないのだという。

### ドローンの登場
紛争が進むにつれ、PDFはドローンへの依存度を高めている。当初は資金と原材料が不足していたため、中国製の市販ドローンに自家製爆弾を搭載するだったが、やがて、固定翼型ドローン、垂直離陸型ドローン、マルチコプター、FPVドローン、神風ドローン、60mmまたは120mm迫撃砲弾を複数搭載可能なドローンなど、用途に応じた高性能なドローンを製造し始め、戦闘だけではなく、情報収集、敵地の地図作成にもドローンを活用するようになった。カレンニーZ世代軍（KGZ-A）は、対面およびオンラインの双方で他のPDFにドローンの使用訓練を行い、ミャンマー全土のPDFのドローン技術向上に大きな貢献をした。これによって兵器不足に悩む地域のPDFも、ドローンを活用して効果的な攻撃をすることが可能となった。
カレン州で活動する、NUGが設立したフェデラル・ウィングス（Federal Wings）は、2022年だけで437回以上のドローン攻撃を実施した。2023年4月にはクラウド・チーム（Kloud Team、別名(Shar Htoo Waw Drone Team）その他のドローン大隊が、29機のドローンを使って、PDF地上軍と協力してネピドーを攻撃し、国軍兵士100人以上が死亡した。同チームは2024年4月にもネピドーのミンアウンフラインの自宅と国軍本部、空軍基地を標的にしたドローン攻撃を実施している。シャン州の1027作戦やカレンニー州の1111作戦においてもドローンは大活躍した。
しかし、対する国軍も、1027作戦の敗北を機にロシアや中国から高性能のドローンを輸入し、ドローン作戦を強化して反撃に出ている。2024年からは妨害装置の導入と、中国がドローンを含む軍民両用物品のミャンマーへ輸出を規制したことにより、むしろ国軍が優位に立っていると伝えられる。2024年1月にはPDF・EAOが130回以上のドローン攻撃を実施したのに対し、国軍はわずか5～6回だったが、2025年2月には、その数が初めて逆転し、国軍によるドローン攻撃が50回近くだったのに対し、PDF・EAOによるドローン攻撃は40回未満だった。

## 地域別状況

アニャー地域内の郡区
アニャー地域に含まれる地域

### アニャー地域

#### 乱立するPDF
ビルマ族が多数を占めるアニャー地域には、ミャンマーの全PDFの半分に相当する、約300の地域型PDFが存在すると推定され、大多数が独立した活動をしている。NUGは彼らに十分な資金や兵器を供給できないため、その影響力は限定的であり、有力なEAOも存在しないので一種無秩序状態にある。
EAOとの連携構築と兵器の入手の難しさから、当初、彼らが使用していた兵器は、主に狩猟用ライフルと手製の兵器だけだったが、三兄弟同盟（MNDAA、TNLA、AA）やKIAからの兵器の入手、占領した国軍や警察の拠点からの兵器の鹵獲により、徐々に能力を向上させている。
例外的にこの地域で、自立型PDFにまで成長したのが、ビルマ国民革命軍（BNRA）、人民革命同盟 (マグウェ)（PRA）、マンダレーPDF（MDY-PDF）で、BNRAの前身・ミャンマー・ロイヤル・ドラゴンから分離したパレ革命同盟（Pale Revolutionary Alliance：PRA）もいる。他にも8888民主化運動に参加した学生が結成した全ビルマ学生民主戦線（ABSDF）、2021年の反クーデターデモに参加した学生武装隊（SAF）が活動しており、NUG、KIA、AAから一定の支援があるが、常に資金、兵器、食料その他資源の不足に悩まされている。利害とイデオロギーの違い、そしてインターネットや通信の制限が、これらのグループの連携を阻んでいる。
一方、この地域は国軍派民兵・ピューソーティーの活動が活発な地域でもあり、彼らはマグウェ地方域のパコック、パウク、ミャインなどに拠点を築いている。村落は国軍派、民主派に二分され、反対勢力から焼き討ち、虐待、虐殺などの報復を受けることがある。

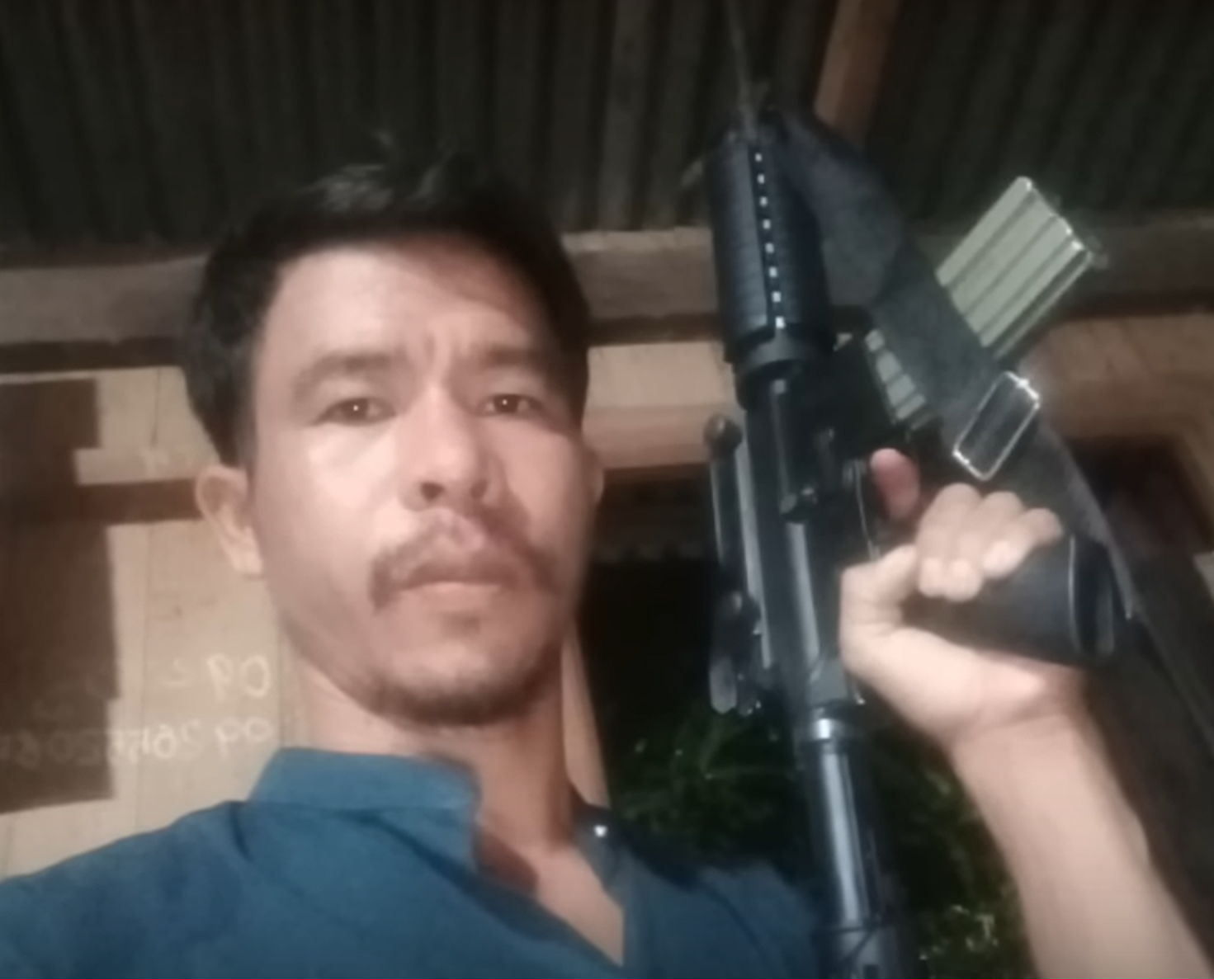
ボー・ナガー（BNRA）

#### NUGとPDFとの対立
この地域ではNUGの地方行政機関・3つのパとPDFとの間には、領土、課税の負担、支援の多寡をめぐって対立がある。3つのパのトップは元NLDの地方政治家が多いが、彼らは地域の実情に通じていないと評されている。場所によっては3つのパ、PDF、ピューソーティーの管轄権が重複しており、住民は、課税の重複と不安定な治安に悩まされている。
法執行機関のPSTのは、住民の軽微な犯罪を取り締まる一方で、３つのパのメンバーによる重大犯罪や虐待には対処しないことが多く、公正性を欠くと評されている。2024年7月8日には、ザガイン地方域・ザガイン県・ウェレ郡区で、ミンミャッウーという16歳の学生運動家が、拷問を受けた末、殺害される事件が起きた。全ビルマ学生組合連盟（ABFSU）は、NUGに厳正な調査を要求し、NUGは承諾したが、2025年7月時点でその経過は不明である。事件に際してABFSUは、ウェレPATがABFSUの学生メンバーを弾圧しており、NUGはPATの暴力行為に対する苦情を繰り返し無視していると述べた。
BNRAのリーダー・ボー・ナガーは、NUG批判の急先鋒で、SNSのビデオチャットを通じて、NUGがSACと同じように行動し、部下たちによる虐待行為を黙殺していると繰り返し非難している。2024年6月には ザガイン地方域・モンユワ県・パレ郡区のPATが、BNRAの司令官を拘束、その後、件の司令官の遺体がPAT幹部の地下室で発見される事件が起きた。パレPATは自然死と主張したが、怒った村民たちが抗議デモを行う事態となった。

### カチン州
KIAはカチン州、ザガイン地方域、チン州のPDFを支援し、カチン州に部隊を駐留させているABSDFとAA、チン州のCNFなどのEAOとも連携している。KIAの下で軍事訓練を受けたカチン族の若者はKIAかカチンPDF（KPDF）への入隊を奨励されるが、それ以外の者は地元に戻って、そこのPDFに入隊することが多く、これによってKIAを中心とした広範な抵抗運動のネットワークが築かれている。KIAには、小火器の製造能力、自家製地雷の配備能力、IED（簡易爆発装置）の使用能力があり、これらの能力を同盟軍に提供している。KIAはこのような同盟関係により、カチン州での勢力を拡大している。ザガイン地方域に、緩衝地帯としての領土をKIAが築く可能性があるとも伝えられる。

### 西部（チン州、ラカイン州、マグウェ西部）
2021年のクーデター前は、チン州にはチン民族軍（CNF）という小規模な武装組織があるだけだったが、クーデター後、ファラムでチン民族防衛隊（CNDF）が結成された。また各地で「チンランド防衛隊」を名乗る小規模な武装勢力が多数出現し、2021年4月4日、正式にチンランド防衛隊（CDF）が結成された。CDFは地域による独立性が高く、統一した指導部は存在せず、小規模な武装勢力の集合体という性格で、一部は同盟型PDF、大部分は地域型PDFに分類される。
当初、CNFはCDFやCNDFと協力していたが、CNFが2010年にKIAと締結した「KIAがチン州内の他の武装組織への支援を禁止する協定」を根拠にして、CNFがCDFミンダッの兵器購入を妨害し、またNUGと締結した「CNAのみをチン州唯一の合法的武装組織と認める覚書」を根拠にして、CDFミンダッがNUGやその他のPDFと交渉するのをCNFが妨害するにおよび、両者の関係は悪化。そして2021年、マトゥピにある国軍司令部を合同で攻撃中、CNFとその同盟軍が後方からCDFミンダッを襲撃するにおよび、両者の対立は決定的となった。
2023年12月、CNFは、他のチン州の民主派武装組織と共同でチンランド評議会（CC）を設立したが、CDFとCNDFはこれに対抗する形で、チン兄弟同盟（CB）を設立した。CB所属のPDFはAAから支援を受けて、地域的抵抗を試みると同時に、AAの作戦にも従事している。

### 中央/南部（エーヤワディー、ヤンゴン）
エーヤワディー地方域は、クーデター後の戦闘レベルがもっとも低い平和な地域である。しかし、エーヤワディー北部とラカイン州南部の州境では、2021年～2022年の間、AAが密かにPDFを養成、彼らはゲリラ活動に従事していたが、多くの戦死者、負傷者、逮捕者を出したことにより挫折、一旦、KNUの領土に逃れた。しかし彼らはそこで他のPDFに参加して戦闘経験を積み、2024年12月、彼らを再編したエーヤワディーPDFの結成がNUGにより発表された。同盟型PDFに分類される。
一方、ヤンゴンでは、クーデター後の抵抗活動は、主にSAC関連のインフラ、警察署、情報提供者（ダラン）を標的とした爆破、銃撃、暗殺が主だった。彼らはKNU、AAで軍事訓練を受けてヤンゴンに戻ってきた戦闘員である。しかし、2022年～2023年にかけての国軍の諜報機関によるスパイ工作により、多くの逮捕者を出して組織は瓦解、再び彼らはEAOの領土へ逃れた。
AAは、ラカイン州の支配を確実にするためにエーヤワディー北部への進出を目論でおり、またKNUがカレン州を掌握した後には、KNU同盟軍に従事している戦闘員がエーヤワディーに帰郷することも考えられ、エーヤワディーでPDFの活動が活発化する可能性がある。2023年6月には、NUG第2軍管区でパテイン地区第1大隊（P25501）が結成されたが、これはKIA、AA、KNUの下で軍事訓練を受けたエーヤワディー出身の若者で構成されていた。同年、ヤンゴンではヤンゴンPDF（第1戦闘部隊）（別名NUG第5101大隊）が結成されたが、これはKNU同盟軍に従事していたヤンゴン南部県のPDFを結集したものである。2つとも同盟型PDFに分類される。のちに第5102大隊も結成されたが、2025年2月にNUGの指揮下を離れている。

### バゴー東部・西部、ネピドー
バゴー地方域東部の大部分は、KNU/カレン民族解放軍（KNLA）第3旅団の領土であるニャウンレビン地区と重なっている。この地域のPDFは、訓練、兵器、兵站支援においてKNLAとカレン民族防衛機構（KNDO）の支援を受けており、同盟型PDFと地域型PDFに分類されるPDFが多数存在し、自立型PDFが生まれる土壌もあるとされる。またKNUはネピドーPDFも支援しており、2024年4月にはネピドーの空港、空軍基地、軍司令部にドローン攻撃を加えた。NUGの作戦変更により、2025年以降、バゴー地方域、ネピドーのヤンゴン・マンダレー回廊沿いでの戦闘が増加すると予想されている。

### シャン州北部
2023年以前、PDFの活動は州南西部に集中しており、北部では小規模なグループが活動するのみだった。しかし2023年の1027作戦に多くのPDFが参加し、大きな戦果を上げたことにより、三兄弟同盟はNUG、PDFとの連携を再評価したとも伝えられる。マンダレーPDFはTNLAと連携して活動している。しかし2024年9月、MNDAAは、独立国家の追求、NUGとの連携、マンダレー、タウンジーへの攻撃を否定し、2025年1月、SACとの間で停戦協定を締結、4月21日、ラーショーから撤退した。

### シャン州南部/カレンニー州

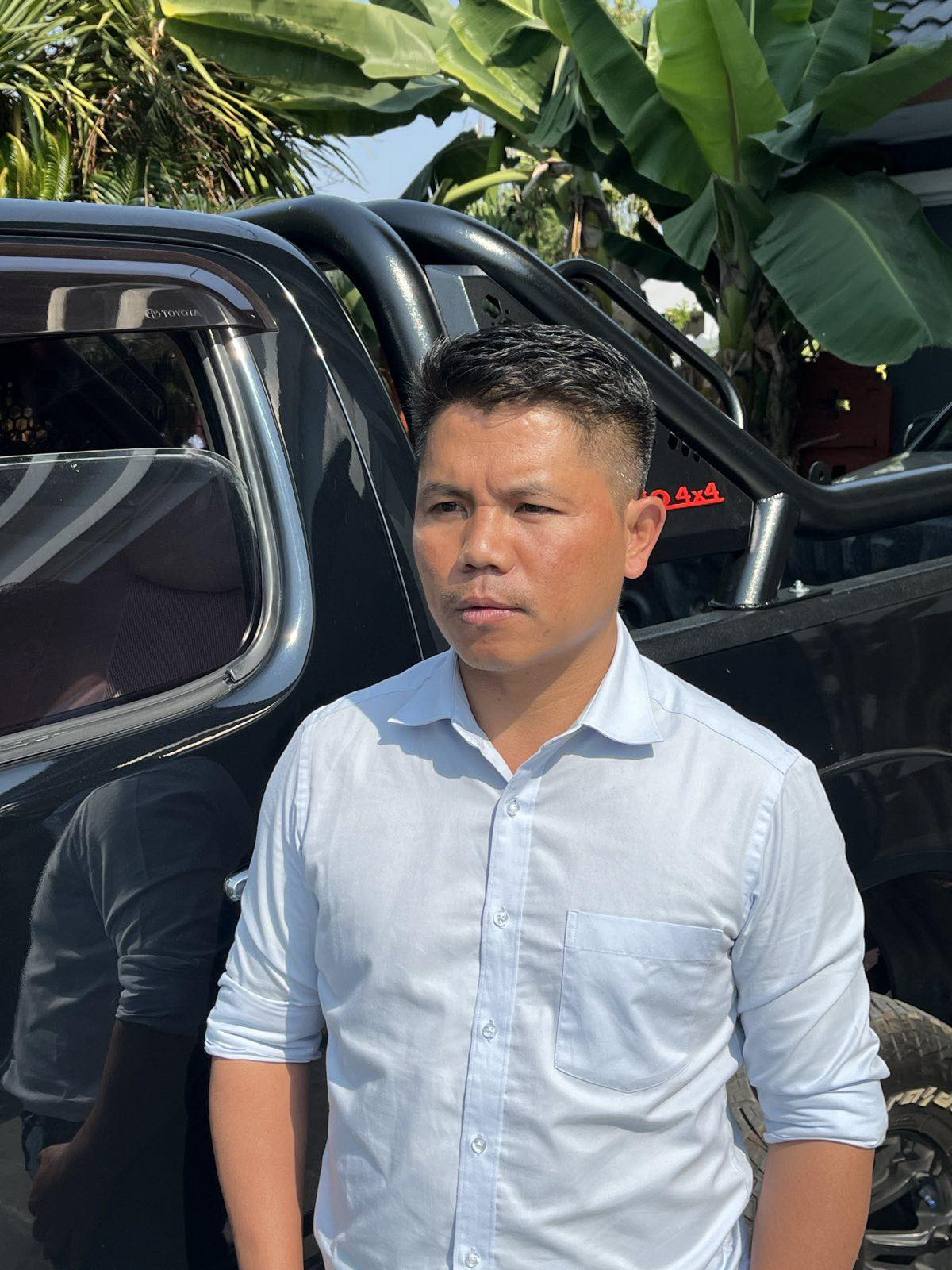
クンベドゥ

カレンニー諸民族防衛隊（KNDF）は、クーデター直後に設立されたカレンニーPDF（KPDF）を発展解消したもので、2021年5月31日に結成された。カレンニー民族進歩党（KNPP）/カレンニー軍（KA）などの既存のEAOとクーデター後に結成されたさまざまなPDFを統括している。カレンニー州諮問評議会（KSCC）の管轄下にあるものの、実際はKNPPの指導者・ビートゥー（Bee Htoo）、直接的にはKAを率いるアウンミャッ（Aung Myat）将軍の指揮下にある。
KNDFの創設メンバーの多くは、ロイコーにおけるアウンサン像設置反対運動に関わった委員会出身で、KNDF司令官・クンベドゥはNUGの天然資源・環境保全担当副大臣も兼務しているる。
KNDPはKNUとKNPPの支援を受け、三兄弟同盟からも物資の支援を受けているとされ、統合型PDFに分類されるが、識者の中には、PDFではなく独立したEAOに分類すべき、あるいはクーデター前は活動が停滞していたKNPP/KAの復活組織として分類すべきだと主張する者もいる。
もう1つ、KNDFへの参加を拒否したグループによって形成されたカレンニー革命連合（Karenni Revolutionary Union：KRU）があり、カレンニーZ世代（Karenni Generation Z：KGZ）、カレンニー民主戦線（Karenni Democratic Front：KDF）、正義のための戦い（Fight for Justice：JPDF）、GZ-21（ロイコー）、医療部隊、そして南シャンPDFによって構成されていたが、その後、ロイコーPDFとしてNUGの指揮下に入った。同盟型PDFに分類され、KNDFやKAとも協力している。
2023年11月、KNDF、KA、カレンニー民族人民解放戦線（KNPLF）、その他PDF合同で1111作戦を実施し、2024年3月までにはカレンニー州の90%を掌握したとされる。しかし、度重なる空爆を受けて、ロイコーからは撤退した。

### カレン州
KNLA第5旅団・第6旅団は、ミャンマー南東部におけるPDF養成において非常に重要な役割を果たし、彼らの下で軍事訓練を受けた若者たちは、ミャンマー北部、ヤンゴン、エーヤワディーに帰還してPDFに参加したり、カレン州にとどまってKNLAやKNDOとともに戦った。前者から自立型PDFにまで成長したのがBPLAで、後者の代表格がコブラ大隊、ドーナ大隊（Dawna Column）、ホワイトタイガー大隊で、こちらは同盟型PDFに分類される。この訓練ネットワークを通じて、ミャンマー最古のEAOであるKNU/KNLAの経験・専門知識がミャンマー全土へ広がった。
PDFの養成・指揮に携わっているのは、KNLAの比較的若い指揮官である。KNLA副司令官で第5旅団の事実上のリーダー・ソー・ボーチョーヘー（Saw Baw Kyaw Heh）中将は、以前よりAAやTNLAなど複数の武装勢力のネットワーク構築に尽力しており、現在も複数の武装組織の橋渡しを務めている。しかし、KNUの古参幹部は武装闘争には消極的であり、KNU内部には常に世代間の緊張が存在している。
カレン州の同盟型PDFは、前述した統合作戦司令部（JOC）の下でNUGとも連携しているが、比較的独立性の高い組織で、時にそれが作戦の遂行を阻害している。ライオン大隊が主導したシュエコッコ作戦の失敗はその典型例である。

### モン州
モン州最大のEAO・新モン州党（NMSP）が武装闘争に否定的だったため、モン解放軍（MLA）、モン州防衛隊（MSDF）、モン州革命軍（MSRF）などの小規模な地方型PDFが乱立した。彼らはNUGの指揮下にあり、KNUとともに活動しているドーナ大隊から支援を受けていた。2024年2月、NMSPから離脱したメンバーが新モン州党・反軍事独裁（NMSP‐AD）を結成、2025年1月には、モン族の各PDFを統合して、ラーマニャ・コラムが結成された。しかしモン族のPDFの多くのがKNLAの下で軍事訓練を受けていることから、モン州でKNU/KNLAの影響が増すことを懸念する声もある。

### タニンダーリ地方域
タニンダーリ地方域はKNLA第4旅団の領土だが、彼らは、ホテル経営やヤダナ油田のパイプラインからの利益分配などのビジネス上の利益を守るために、当初、抵抗運動への参加に消極的だった。その結果、小規模な地方型PDFが多数乱立、彼らはKNLA第6旅団、KNDO、コートレイ軍（KTLA）、モン州のPDFの下で軍事訓練を受け、国軍の拠点への襲撃、行政官、情報提供者の暗殺を実行し、国軍派民兵と衝突する一方、KNLA第4旅団との間でも領土問題を引き起こしている。また武装勢力の管轄権が重複しているため、課税の重複に住民は不満を募らせている。2022年末にはKNLA第4旅団も参戦して戦闘がエスカレートし、SACが空爆でこれに対抗したため、2024年末までに18万7500人の避難民が生じている。

## 批判・不祥事
NUGは、国際法上禁止される非武装の軍への情報提供者への攻撃への賛否を明らかにしておらず、批判の原因となっている。オーストラリア戦略政策研究所の研究員であるネイサン・ルーザーはこの行為の正当性には疑問の余地がないわけではないと前置きした上で、戦略としての有効性を認めているが、そもそも「情報提供者」というのはPDF側の一方的主張であり、事実を立証する適正手続きを欠いていることが問題で、後述するように被害者遺族が冤罪を訴えたり、人違いのケースも発生している。また国民防衛隊と軍の抗争により共同体間の分断が深まっている地域では、軍側の民兵が駐留する村の住民を全て戦闘員とみなす発言に見られるように、国軍同様国民防衛隊側でも、敵が拠点を置く村を攻撃する際に民間人と軍人の区別がなされない事例も存在する。
被害者は軍人、退役軍人、連邦団結発展党（USDP）の党員、CDM（市民不服従運動）に参加しない公務員、医師、教師、親軍的言動をする者、国軍の密告者と疑われた者などだが、このうち、軍人、退役軍人、多くが国軍の民兵のメンバーである連邦団結発展党の党員の場合は、一概に民間人への攻撃とは言えないものの、その他の者は明らかに民間人であり、国際人道法上の問題が生じうる。
NUGや各種人権団体がPDFに行動規範を学ばせる研修を提供しているが、NUGの司法制度が機能していないために抑止力が働いていない。不満の大きさからこの問題の解決に当たるタスクフォースが結成されたが、同政府の内務大臣ルインコーラッによる一部部隊の私兵化が対策の障壁になる可能性や、この動きによる同政府傘下にない民主派武装組織との関係悪化の恐れが懸念されている。

### 統計とその問題点
- アメリカ国務省の依頼で民間企業が作製し2023年に発表された「The 2022 Terrorist Index report of Global Terrorism Trends and Analysis Center-GTTAC」というレポートでは、カレン民族解放軍（KNLA）、カレンニー諸民族防衛隊（KNDF）、チンランド防衛隊（CDF）、そしてPDFが分析対象となっている。その内容は、①2022年のミャンマーでのテロの件数・死者：テロの件数は391件、死者2130人（死者数は世界全体の10％、世界第3位）②テロの加害者：PDF198件（50％）、CDF29件（7％）、KNDF27件（7％）③テロの標的：国軍58％、親軍派15％、一般市民9％④テロの手口：銃撃38％、地雷または簡易爆弾21％、爆弾19％⑤テロの発生地域：サガイン管区107件（27％）、ヤンゴン管区42件（11％）、カチン州36件（9％）となっている。ただし、このレポートは国軍に対する攻撃をテロとして分類している[注釈 11][135][136]。

- オスロ国際平和研究所は、クーデター以降の民間人の犠牲者は6337人にのぼり、このうち3割の2152人が民主派勢力に殺害されたと分析している[137][138]。ただし、このレポートは政府系民兵や、それに属している可能性の高い連邦団結発展党員を民間人に含めている上、戦闘に巻き込まれた人を無条件に戦闘を開始した団体による犠牲者として数えているため、明らかに軍に殺害された者でも民主派により殺害されたとカウントされている場合が多数存在する[139]。

### PDFによる民間人殺害・加害行為の事例

#### 軍や国家行政評議会、その統治機構への協力者・支持者(疑い含む)に対するもの
- 2022年8月、サガイン地方域のPDT(NUG傘下の村落防衛組織)が密告者の疑いをかけた民間人7人を処刑。そのうち15歳の2人含む3人の女性はレイプされた後、殺害された。処刑を行ったPDTメンバーは他のPDTにより拘束されたものの、武装解除もされておらず、住民の間からNUGの対応は不十分だと非難の声が上がっているのだという[140][141]。
- 2023年5月31日、58歳の女性歌手リリィナインチョー（Lily Naing Kyaw）が、国軍の発表によると特別タスクフォース（Special Task Force）というPDFのメンバー2人に、胸、頬、頭に3発の銃弾を受けて殺害された。彼女は民族主義的仏教組織・ミャンマー愛国協会（マバタ）のメンバーで、生前「私の家族は軍人の家族なので、私は軍を支持し、クーデターを受け入れています。しかし私の近所のほとんどの人はNLDを支持しており、私を殺したいと言っています」「この人たちは国を滅ぼしたいのです」という言葉を残していた[142][143][144]。
- 2023年7月、タニンダーリ地方域ラウンロン郡区で、PDFが農務省職員を殺害し、国営農業研究所の職員5名および校長とその息子を拉致。その際、生徒60名を竹棒で殴打。件のPDFは前年7月にも誤って7歳の子供を殺害している。件のPDFはNUGの傘下にあるが、この件についてNUGはなんら声明も出さず、事件の責任追及もしていない[145]。
- 2023年10月、サガイン地方域でPDFが拉致した政府職員7名を殺害するビデオが出回った。殺害後、彼らはNUGに対して血の忠誠を誓っている[146]。
- 2023年11月29日、マグウェ地方域で高校教師の女性がPDFに拉致され、喉を切り裂かれ殺害された[147]。
- 2024年8月6日、マンダレーで地区管理者の女性とその妹が、バイクに乗った2人組に銃撃されて死亡。その後、「Z世代の力」と名乗るPDFが犯行声明を出した。殺害された地区管理者の女性は反政府活動を行っている人々の逮捕や徴兵を率先して行っていたのだという。[148]

#### その他の加害行為
- 2023年8月、マグウェ地方域のNUG傘下のPST（人民保安チーム）のメンバー8人が強姦の容疑で逮捕。このうち7人は入隊前に窃盗、暴行、泥酔でPSTに拘束されていたことがあり、前科者をメンバーにしていたことが発覚[149]。
- 2023年8月7日、マグウェ地方域でNUG傘下の抵抗組織MG6が、民主派の役員の家に発砲・家宅捜索を行った後、その妻子を拉致。彼らの解放を求める他のPDTと銃撃戦となり、MG6のリーダーが死亡した。PDTの取り調べに対してMG6のメンバーは、誘拐、強盗、違法薬物の密売など約100件の犯罪に手を染めていたことを告白した[150][151]。
- 2023年8月10日、マグウェ地方域でPDTと村との会合で暴言を吐いた女性2人がPDTによって鞭打ち刑に処せられる。女性たちは檻に入れられ、両手を縛られ、竹の棒で30回以上鞭打たれたという。彼女たち曰く「彼らは民主主義のために戦っていると言いながら、人権を侵害している。本当に民主主義を望んでいるのか疑わしい」[152]。
- 2025年6月2日 - NUG傘下のインマービン（英語版）PDF第26大隊・大隊長・ウー・チョーヘイン（ U Kyaw Hein）が、帰宅途中の20歳の既婚女性を誘拐し、テントの中でワイヤーで縛って拘束、2日間にわたって繰り返し性的暴行を加えた。女性は妊娠2か月だったが流産。ニュースが報じられた時点では、ウー・チョーヘインは逃亡中[153]。

#### 誤射
誤射は国際法においては処罰の対象にならないことも留意すべきである。
- 2022年8月23日、マンダレー地方域で、PDFが、竹製品販売業者の夫とホテル勤務の妻の夫婦を射殺。後に人違いとわかり謝罪したが、NUGは彼らになんらの刑罰も課さなかった[155]。
- 2023年4月3日、タニンダーリ地方域でPDFが高速バスを誤射して6歳児と40歳の女性が死亡[156]。

### NUG指揮下にないPDFによる民間人殺害・加害行為の事例
- 2023年2月、フロンティア・ミャンマーが、ミャンマー・ロイヤル・ドラゴン軍（MRDA）（現ミャンマー民族革命軍《BNRA》）という有力PDFが、MRDAの不当な暴力行為を調査しようとしたNUG職員を取り囲んで脅迫したり、刑事事件などの問題が発生してもNUGの行政組織には知らせず勝手に裁判を行って判決を下したり、他のPDFが告発したMRDAメンバーによる強姦殺人事件をMRDAのリーダーが全面否定したりしていると報道[157]。
- 2023年8月、フロンティア・ミャンマーによりモンユワなどでNUG傘下にない部隊を中心に身代金目的の誘拐事件が多発し、NUG傘下の部隊により取り締まりが行われていることが報道された。当初の目的は資金不足を補うことでで、国軍関係者が主な標的だが、富裕な人々が狙われる事例もあった。危険を避けるために町を離れる人も増加した[158]。2025年7月にも同様の報道がなされ、「一部の（PDFの）グループは犯罪行為に明け暮れて富を築いています。私たちはそれを目の当たりにし、失望しています。彼らは革命を裏切ったのです」という某PDFのメンバーの声が紹介されている[159]。

### 金銭スキャンダル
- 2025年6月、PDFビジネスの成功例とされるレベル・コーヒーの発案者であるミントゥーチョー（通称マウッカンワー）[注釈 12]に関して、若い女性に対する性的搾取と金銭スキャンダルの二重疑惑が持ち上がる。マウッカンワーは、タイのチェンマイやメーソットへ製品を流通させる際、個人的に販売代理店としての立場を利用し、売上から一定の手数料を自身の利益として得ていたとされる。また、事業利益について、マウッカンワーが設立したShwe Pure Co., Ltd.が60%、ロイコーPDFが40%を受け取ることになっていたが、事業全体の会計報告や資金の流れが不透明で、ロイコーPDFが受け取った金額が本当に利益の40%に相当するのか不明なのだという。マウッカンワーは性的搾取については「過ちを犯した」と認めたが、金銭疑惑については沈黙。ロイコーPDFは彼を除名し、金銭疑惑について証拠が揃い次第、NUGの司法判断を仰ぐとしている[160]。

### 批判

#### 一般的批判
- ピューリッツァー賞を受賞したミャンマー人ジャーナリストのエイミンタン（Aye Min Thant）は、X上で、「反国軍派が用いるあらゆる戦術が許容されることを意味するものではない。部外者、特に子供の殺害がここ数ヶ月で増加していることは由々しき事態であり、これらの犯罪の加害性は国軍に勝るとも劣らない」と反国軍勢力を批判している[161]。
- 釜山外国語大学校ミャンマー語科特任教授のチョン・ギホンは『ハンギョレ』で、PDFの暗殺対象が密告者の家族にまで拡大していることから、過度な連座制的処罰だという批判が高まっていると、ミャンマー国民の声を紹介している[162]。
- 笹川陽平は、自身のブログで、1988年民主化運動のリーダーの1人が、話合いでの解決を主張したところ、一部過激派から国軍派の誹りを受け、生命の保証はないとの脅迫状が届いて、現在、家族と共に1年以上も身を隠しているという事実を告発している。[163]
- 国連ミャンマー担当特使のシュラーナー・ブルゲナーは、民主派が武装闘争路線へ転換したことにより、彼らの批判が内外で高まっていると述べている。[164]
- ヒューマン・ライツ・ウォッチのミャンマー人研究員・マニー・マウンは、PDFを含む反政府勢力の民間人に対する不当な暴力に対して、「彼らのが国民の支持を集めているからといって、その過程で違法行為を犯してもいいということにはならない」と述べている[133]。
- 政治犯支援協会（AAPP)は、PDFの違法行為も記録し、いずれ法の裁きを受けさせるとしている。引用元の記事には「兵士としての規範を学ばず、武器を持ったことで権力を乱用する者もいる」という元PDF兵士の声が紹介されている。[165]

#### 性加害に関する批判
- 国連人権特使のトーマス・H・アンドリュースは、「抵抗勢力やPDFなどの武装勢力によるレイプ被害の報告も増加している。彼らは集団レイプ、レイプに続く処刑、児童レイプなどを行っている。 司法制度と法の支配が機能していないため、こうした事件は報告されないことが多い。生存者や被害者の女性たちは、自分たちの地域を支配し、影響力を行使している武装勢力による犯罪を報告することを躊躇う傾向にある。なぜなら、脅迫や報復の可能性、そして民主化を『弱体化』させたという批判を恐れているからだ。NUGは女性・青年・子供省が性的暴力、搾取、虐待からの保護政策を実施していることを特別報告者に報告しており、これには苦情や監視機能の実施、被害者への支援、教育プログラムの導入などが含まれているが、実際には、性的暴力やジェンダーに基づく暴力の被害者や生存者の多くは救済を求めることができず、加害者たちは、今日に至るまで、その犯罪について裁きを受けていない」と報告している[166]。
- ミャンマーの女性権利団体「シスターズ・トゥ・シスターズ」の幹部であるニンテッムキンは、抵抗グループに所属する女性たちがセクハラ被害に遭っており、沈黙を余儀なくされていると告発[167]。